# Rome & Jewel
Rome & Jewel è un film del 2008 diretto da Charles T. Kanganis.
È un film drammatico a sfondo romantico statunitense con Nate Parker, Lindsey Haun e Allen Maldonado. È una rivisitazione in chiave contemporanea di Romeo e Giulietta di William Shakespeare in cui un afroamericano e una ragazza bianca si innamorano a Los Angeles.

## Produzione
Il film, diretto e sceneggiato da Charles T. Kanganis, fu prodotto da Neil Bagg, Charles T. Kanganis e Jennifer Schaefer per la Emerging Pictures e girato a Camarillo e Los Angeles in California con un budget stimato in 1.200.000 dollari.

## Distribuzione
Il film fu distribuito negli Stati Uniti nel novembre del 2008 al cinema dalla IFC Films.